# Motor Trend 500 1966
Motor Trend 500 1966 var ett stockcarlopp ingående i Nascar Grand National Series (nuvarande Nascar Cup Series) som kördes 23 januari 1966 på den 2,7 mile (4,345 meter) långa road course-banan Riverside International Raceway i Riverside i Kalifornien. Totalt avverkades 499,5 miles (803,867 km)  fördelat på 185 varv. Banunderlaget var asfalt. Loppet vanns för fjärde året i rad av Dan Gurney i en Ford på tiden 5:05.58 körande för Wood Brothers Racing. Gurneys snitthastighet uppgick till 97,952 mph. Prispotten uppgick till 62 540 dollar, varav 18 445 dollar gick till segraren.

## Resultat
| Plc     | Nr  | Förare          | Team/ bilägare              | Konstruktör | Start | Varv | Ledda varv |
| ------- | --- | --------------- | --------------------------- | ----------- | ----- | ---- | ---------- |
| 1       | 121 | Dan Gurney      | Wood Brothers Racing        | Ford        | 2     | 185  | 148        |
| 2       | 9   | David Pearson   | Owens Racing                | Dodge       | 1     | 185  | 10         |
| 3       | 99  | Paul Goldsmith  | Nichels Engineering         | Plymouth    | 6     | 183  | 0          |
| 4       | 41  | Curtis Turner   | Wood Brothers Racing        | Ford        | 3     | 183  | 27         |
| 5       | 29  | Dick Hutcherson | Holman Moody                | Ford        | 10    | 182  | 0          |
| 6       | 56  | Jim Hurtubise   | Norm Nelson                 | Plymouth    | 9     | 182  | 0          |
| 7       | 22  | Billy Foster    | Rudy Hoerr                  | Dodge       | 12    | 181  | 0          |
| 8       | 11  | Ned Jarrett     | Bondy Long                  | Ford        | 8     | 178  | 0          |
| 9       | 1   | Norm Nelson     | Norm Nelson                 | Plymouth    | 14    | 176  | 0          |
| 10      | 18  | Ron Hornaday    | i.u.                        | Mercury     | 19    | 171  | 0          |
| 11      | 4   | Jerry Grant     | Tom Friedkin                | Chevrolet   | 16    | 171  | 0          |
| 12      | 24  | Bobby Allison   | Betty Lilly                 | Ford        | 34    | 169  | 0          |
| 13      | 2   | Johnny Steele   | Kyle Gibson                 | Mercury     | 23    | 164  | 0          |
| 14      | 98  | Don White       | Nichels Engineering         | Dodge       | 5     | 162  | 0          |
| 15      | 10  | Don Walker      | i.u.                        | Ford        | 27    | 154  | 0          |
| 16      | 71  | Mario Andretti  | Bondy Long                  | Ford        | 25    | 154  | 0          |
| 17      | 63  | Walt Price      | i.u.                        | Buick       | 38    | 154  | 0          |
| 18      | 61  | J.T. Putney     | Toy Bolton                  | Oldsmobile  | 44    | 150  | 0          |
| 19      | 68  | Bob Derrington  | Bob Derrington              | Ford        | 41    | 146  | 0          |
| 20      | 8   | Jerry Oliver    | i.u.                        | Chevrolet   | 40    | 144  | 0          |
| 21      | 48  | James Hylton    | Bud Hartje                  | Dodge       | 17    | 128  | 0          |
| 22      | 7W  | Jack McCoy      | i.u.                        | Dodge       | 30    | 123  | 0          |
| 23      | 45  | Carl Cardey     | n/a                         | Ford        | 35    | 119  | 0          |
| 24      | 33  | Clem Proctor    | Clem Proctor                | Ford        | 18    | 114  | 0          |
| 25      | 43  | Richard Petty   | Petty Enterprises           | Plymouth    | 7     | 105  | 0          |
| 26      | 27  | Cale Yarborough | Matthews Racing             | Ford        | 11    | 103  | 0          |
| 27      | 89  | Cliff Garner    | i.u.                        | Mercury     | 29    | 98   | 0          |
| 28      | 00  | Dick Guldstrand | i.u.                        | Chevrolet   | 31    | 65   | 0          |
| 29      | 26  | Bobby Isaac     | Junior Johnson & Associates | Ford        | 15    | 55   | 0          |
| 30      | 21  | Marvin Panch    | Wood Brothers Racing        | Ford        | 4     | 45   | 0          |
| 31      | 47  | A.J. Foyt       | Junior Johnson & Associates | Ford        | 13    | 45   | 0          |
| 32      | 198 | Eddie Gray      | Ralph Shelton               | Mercury     | 21    | 43   | 0          |
| 33      | 126 | Carl Joiner     | Joiner Racing               | Chevrolet   | 24    | 41   | 0          |
| 34      | 55  | Tiny Lund       | Lyle Stelter                | Ford        | 32    | 34   | 0          |
| 35      | 9   | Skip Hudson     | i.u.                        | Chevrolet   | 22    | 30   | 0          |
| 36      | 145 | Scotty Cain     | Bill Clifton                | Mercury     | 20    | 20   | 0          |
| 37      | 3   | Bruce Worrell   | i.u.                        | Plymouth    | 36    | 15   | 0          |
| 38      | 16  | Jim Cook        | Floyd Johnson               | Oldsmobile  | 42    | 14   | 0          |
| 39      | 34  | Clyde Prickett  | i.u.                        | Ford        | 33    | 11   | 0          |
| 40      | 74  | Gene Black      | Gene Black                  | Ford        | 26    | 4    | 0          |
| 41      | 06  | Dave James      | Jim Whitehead               | Plymouth    | 28    | 4    | 0          |
| 42      | 14  | Joe Clark       | Bob Bristol                 | Mercury     | 37    | 4    | 0          |
| 43      | 111 | Arley Scranton  | Arley Scranton              | Mercury     | 39    | 3    | 0          |
| 44      | 38  | Charles Powell  | i.u.                        | Ford        | 43    | 1    | 0          |
| Källor: |     |                 |                             |             |       |      |            |